# 胶海关旧关址
36°03′46.5″N 120°18′48″E / 36.062917°N 120.31333°E
胶海关旧关址位于今中华人民共和国山东省青岛市市南区中山路2号（兰山路3号），1901年建成使用，1914年迁入新址，此后改为他用。其办公楼于抗战时期由日本海军拆除用于建设青岛水交社，其他建筑于20世纪后半叶陆续拆除。其原址现为中华人民共和国青岛海关办公楼。

## 历史

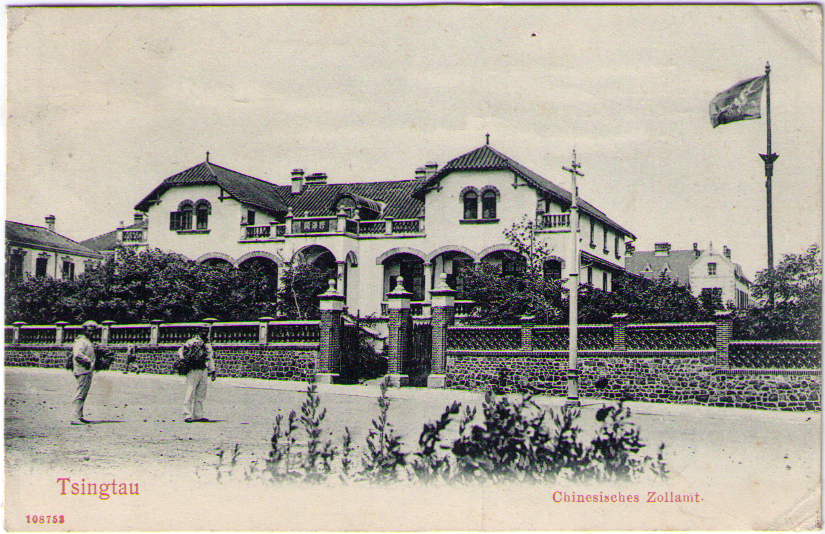
悬挂黄龙旗的胶海关办公楼

1898年胶海关筹设之初，沿用了东海关常关青岛分关的四栋平房（位于青岛天后宫东南侧）作为办公场所和宿舍。经胶海关税务司阿理文与胶澳总督府协商，总督府将邻近前海栈桥与青岛火车站的官地13.317亩无偿划拨给海关使用。1901年8月10日，胶海关办公楼建成投入使用。1902年，办公楼西侧的公寓楼完工。早期关址建筑群由阿理文亲自设计，有办公楼一栋、职员公寓两栋，房间共108间，造价46,093.29关平两，另有南侧路对面的验货仓库两栋。由胶海关代管的大清胶州邮局也设于此处。
1909年，胶海关博物馆在此建立，成为青岛最早的博物馆，展品主要为进出口贸易样品和阿理文的私人瓷器收藏。1912年9月孙中山到访青岛期间，曾于9月30日访问此处。1913年3月，阿理文组织寓居青岛的逊清遗老在胶海关楼前举行了对隆裕太后的悼念活动。1914年4月，胶海关迁至邻近青岛大港的新办公楼。经海关与总督府议定，旧办公楼由德国方面购回，改为青岛首座专业博物馆。同年5月，避居青岛的谭延闿到访此处并参观了筹建中的博物馆，他在日记中称：“……至胶海关旧署看字画，其地殆将改为博物馆，陈列物品甚多，鸦片烟具亦与焉，而华人群以所藏借挂。”

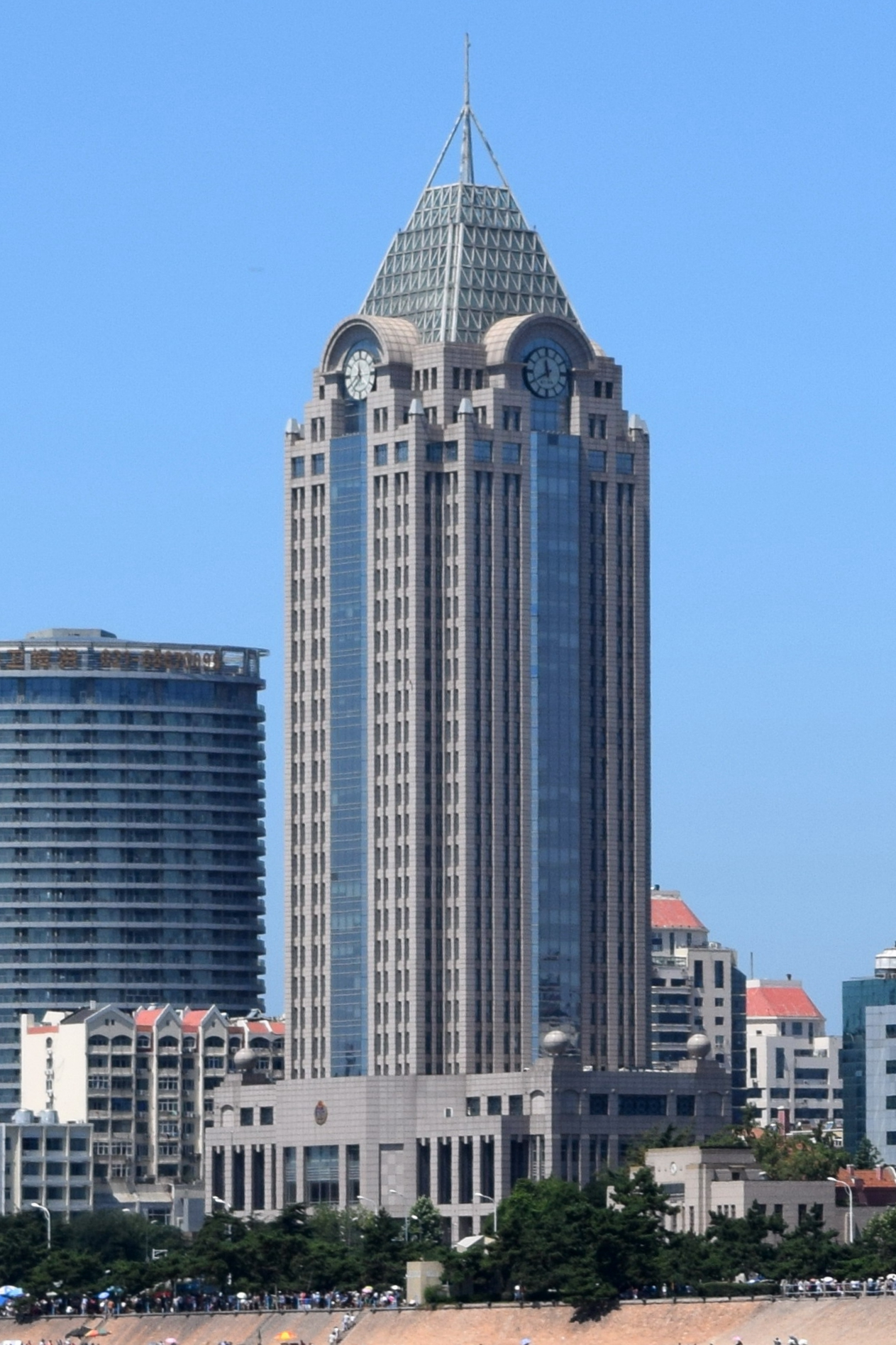
山东省出入境检验检疫局大厦（今青岛海关办公楼），2015年

1914年11月，日军占领青岛，胶海关旧办公楼被日本陆军占用，改为青岛守备军水道部所在地。由于此前德国方面尚未付款购买此地，此地尚为海关关产，胶海关几经交涉未果，直至1922年12月北洋政府收回青岛后才重归胶海关名下。此后，北洋政府在此设立胶海关监督公署，青岛港务主任徐祖善兼任胶海关监督。1923年3月，胶澳商埠督办公署提议将该楼与馆陶路41-43号官产交换，前者由胶澳商埠水道局、工程事务所使用，后者作为胶海关监督公署及宿舍，并与徐祖善签订文件。而胶海关方面认为海关监督用房应由地方政府重新调拨，不应占用关产，若交换应将馆陶路官产交予海关使用，致使交换产权的提议最终未能实现。
1929年南京国民政府接管青岛后，在胶海关旧办公楼设立青岛市实验小学，并加盖房屋、礼堂，分为高级小学、初级小学、幼稚园三部分，1935年改称青岛兰山路小学。1938年1月日军再次占领青岛后，日本海军将此处房产大部分占据，其后由日军操控的青岛特别市公署将此处地产全部转交日本海军。1941年，日本海军将胶海关旧办公楼拆除，新建青岛水交社。
1945年抗战结束后，此处被美国海军占用，胶海关与之交涉收回未果。1946年9月，胶海关与青岛市政府达成协议，正式将此处房产与馆陶路41-43号官产交换，胶海关办公楼原址西侧保留的两栋公寓楼仍为海关关产，作为职员宿舍使用。1949年后，此处先后为青岛市人民政府交际处、中共青岛市委办公楼。1990年代市委市政府机关东迁后，水交社旧址与胶海关公寓旧址于1993年一并拆除，原址于2002年用于建设山东省出入境检验检疫局大厦，2006年竣工。2018年4月，出入境检验检疫部门并入海关，青岛海关（1949年由胶海关改组）于同年8月27日迁入该楼办公。

## 建筑特色
胶海关旧办公楼为一栋二层砖木结构洋楼，平面为两翼向后延长的矩形。正立面临街，中轴对称，主入口凸出，门楣刻有楷书“胶海关”三字，上方为阳台，可眺望青岛湾。一楼为拱券敞廊，具有殖民地建筑特点，门窗以花岗岩装饰，坡屋顶作抹角处理。该楼整体敦实厚重，为带有田园气息的历史主义风格，是青岛最早建成的公共建筑之一。西侧两栋公寓楼样式统一，带有券廊。